# 馴龍高手 (2025年電影)
《馴龍高手》（英語：How to Train Your Dragon）是一部2025年美國奇幻冒險片，改編自克瑞西達·科威爾創作的兒童文學《如何馴服你的龍》，由迪恩·戴布洛伊編導，電影主演包括梅森·塔姆斯、尼科·帕克、尼克·佛洛斯特等 ，動畫版配音之一傑瑞德·巴特勒，回歸真人版相同角色。
《馴龍高手》由環球影業排定2025年6月13日於美國上映。

## 演員
- 梅森·塔姆斯 飾演 小嗝嗝·阿倫德斯·哈德克三世（Hiccup Horrendous Haddock III）
- 尼科·帕克 飾演 亞絲翠·賀夫遜（Astrid Hofferson）
- 傑瑞德·巴特勒 飾演 大塊頭史圖依克（Stoick the Vast）
- 尼克·佛洛斯特 飾演 戈伯（Gobber the Belch）
- 朱利安·丹尼森 飾演 魚腳司·英格馬（Fishlegs Ingerman）
- 加布里爾·豪威爾（Gabriel Howell） 飾演 鼻涕粗·約葛森（Snotlout Jorgenson）
- 布龍溫·詹姆斯（英语：Bronwyn James） 飾演 暴芙那特·托爾斯頓（Ruffnut Thorston）
- 哈里·特雷瓦爾德溫（英语：Harry Trevaldwyn） 飾演 悍夫那特·托爾斯頓（Tuffnut Thorston）
- 露絲·科德（英语：Ruth Codd） 飾演

## 製作
2023年2月，據報導夢工廠動畫的《馴龍高手》三部曲的真人版改編電影正在開發中，由迪恩·戴布洛伊執導、編劇和製作。同月，約翰·包威爾透露他將回歸為真人版電影進行配樂。2023年5月，梅森·塔姆斯（Mason Thames）和尼科·帕克參演，分別飾演小嗝嗝（Hiccup）以及亞絲翠（Astrid）。2024年1月，曾經為動畫電影配音大塊頭史圖依克（Stoick the Vast）的傑瑞德·巴特勒將回歸在真人版飾演相同角色。同月，尼克·佛洛斯特參演戈伯（Gobber the Belch）。

### 拍攝
電影最初定於2023年7月30日在洛杉磯開始進行主體拍攝，後來因2023年美國編劇協會大罷工而推遲製作。罷工結束後，電影於2024年1月15日正式展開拍攝。

## 發行
《馴龍高手》由環球影業排定2025年6月13日於美國上映
。此前上映日期曾定於2025年3月14日。

## 迴響

### 評價
爛番茄根據250條評論，本片獲得76%的新鮮度。在Metacritic上，43位影評人共給予了61分的分數（滿分100分），這部電影獲得了「普遍好評」。

### 票房
| 上一届： 《超異能特攻》             | 2025年韩国周末票房冠军 第23-25週  | 下一届： 《F1電影》      |
| 上一届： 《不可能的任務：最終清算》 | 2025年台北週末票房冠軍 第24-25週  | 下一届： 《F1電影》      |
| 上一届： 《星際寶貝：史迪奇》       | 2025年美國週末票房冠軍 第24-25週  | 下一届： 《F1電影》      |
| 上一届： 《史迪仔》                 | 2025年香港一週票房冠軍 第24週     | 下一届： 《F1電影》      |
| 上一届： 《史迪仔》                 | 2025年香港週末票房冠軍 第25週     | 下一届： 《F1電影》      |
| 上一届： 《碟中谍8：最终清算》      | 2025年中国内地一周票房冠军 第22週 | 下一届： 《酱园弄·悬案》 |

## 續集
2025年4月，環球影業宣布正在製作開發真人版三部曲的第二部電影《馴龍高手2》，該片預計於2027年6月11日上映。

## 外部連結
- 互联网电影数据库（IMDb）上《馴龍高手》的资料（英文）
- AllMovie上《馴龍高手》的资料（英文）
- Metacritic上《馴龍高手》的資料（英文）
- 爛番茄上《馴龍高手》的資料（英文）
- Box Office Mojo上《馴龍高手》的资料（英文）
- 開眼電影網上《馴龍高手》的資料（繁體中文）
- 豆瓣电影上《馴龍高手》的資料 （简体中文）
- 时光网上《馴龍高手》的資料（简体中文）